# Henryk Orfinger
Henryk Orfinger (ur. 28 czerwca 1951) – polski przedsiębiorca. Pełni funkcję prezesa zarządu przedsiębiorstwa produkującego kosmetyki Dr Irena Eris, a także piastuje szereg funkcji w instytucjach publicznych związanych z polskim biznesem. Razem z żoną znajdują się na liście 100 najbogatszych Polaków opublikowanej przez polską edycję magazynu Forbes w 2013.

## Życiorys
Orfinger jest absolwentem Wydziału Transportu Politechniki Warszawskiej. W 1983, wraz z żoną, Ireną Szołomicką-Orfinger, założył przedsiębiorstwo produkujące kosmetyki Dr Irena Eris. W 2012 przedsiębiorstwo wyprodukowało ok. 2 milionów artykułów kosmetycznych, które wyeksportowała do 28 krajów świata.
Do chwili obecnej Orfinger pełni funkcję prezesa zarządu tego przedsiębiorstwa – spółki „matki” zarządzającego trzema podmiotami – Laboratorium Kosmetyczne Dr Irena Eris, Hotele SPA Dr Irena Eris oraz Kosmetyczne Instytuty Dr Irena Eris. Przedsiębiorca ten piastuje również szereg funkcji w instytucjach pozarządowych. W latach 2006–2011 współorganizował i był prezesem zarządu stowarzyszenia „Zachodniomazurska Lokalna Organizacja Turystyczna”. Jest twórcą i członkiem zarządu Polskiego Związku Przemysłu Kosmetycznego oraz przewodniczącym Rady Głównej Lewiatana – Polskiej Konfederacji Pracodawców Prywatnych.
Otrzymał nagrodę Business Centre Club – Lider Polskiego Biznesu 2000. W 2004 został odznaczony Krzyżem Kawalerskim Orderu Odrodzenia Polski. Jest finalistą pierwszej edycji Nagrody Polskiej Rady Biznesu im. Jana Weicherta w kategorii „Sukces”. Prowadzi też jury prestiżowej nagrody Galeria Chwały Polskiej Ekonomii. 30 maja 2014 za wybitne zasługi dla rozwoju i promocji polskiej przedsiębiorczości, za osiągnięcia w działalności społecznej został odznaczony Krzyżem Oficerskim Orderu Odrodzenia Polski.